# Comuna Bedeu, Teceu
Bedeu (în ucraineană Бедевля, Bedevlea) este o comună în raionul Teceu, regiunea Transcarpatia, Ucraina, formată din satele Bedeu (reședința), Dubrivka, Hlîneanîi și Runea.

## Demografie
Componența lingvistică a comunei Bedeu
     Ucraineană (99,04%)
     Alte limbi (0,97%)
Conform recensământului din 2001, majoritatea populației comunei Bedeu era vorbitoare de ucraineană (99,04%), existând în minoritate și vorbitori de alte limbi.